# Charles Burns
Charles Burns (geboren 27 september, 1955) is een Amerikaanse cartoonist, stripauteur, illustrator en filmregisseur. Burns staat bekend om zijn angstaanjagende tekenstijl en verhaallijnen. Hij leeft in Philadelphia met zijn vrouw, schilder Susan Moore en dochters Ava en Rae-Rae.

## Illustratie
Burns illustreerde onder meer de cover van het Iggy Popalbum Brick by Brick. Hij tekende ook werk dat door The Coca-Cola Company werd gebruikt om het product Soda te adverteren.

## Werken
- Hardboiled Defective Stories 1988 (Pantheon Books) ISBN 0394754417
- Curse of the Molemen 1991(Kitchen Sink Press) ISBN 0878161341
- Black Hole 1995 - 2004 (Kitchen Sink Press)
- El Borbah 1999 (Fantagraphics Books) ISBN 1560973269
- Big Baby 2000 (Fantagraphics Books) ISBN 1560973617
- Skin Deep: Tales of Doomed Romance 2001 (Fantagraphics Books) ISBN 1560973900
- Black Hole Deluxe 2005 (Pantheon Books) ISBN 037542380X
- X'ed Out 2010 (Pantheon Books)
- The Hive (De Korf) 2012 (Pantheon Books) ISBN 9789054923602

- Bibsys: 5079478
- Biblioteca Nacional de España: XX896169
- Bibliothèque nationale de France: cb12051135n (data)
- Catàleg d'autoritats de noms i títols de Catalunya: 981058610137206706
- CiNii: DA04751752
- Gemeinsame Normdatei: 132521350
- International Standard Name Identifier: 0000 0001 0879 056X
- Library of Congress Control Number: n87928921
- Bibliotheek van het Japanse parlement: 001141024
- Nationale Bibliotheek van Tsjechië: xx0080240
- Nationale bibliotheek van Australië: 54805087
- Nationale Bibliotheek van Israël: 987007404924505171
- Nederlandse Thesaurus van Auteursnamen: 105398144
- Réseau des bibliothèques de Suisse occidentale: 02-A009209361
- RKD-Nederlands Instituut voor Kunstgeschiedenis: 247502
- SNAC: w65x3mwx
- Système universitaire de documentation: 028736729
- Union List of Artist Names: 500127926
- Virtual International Authority File: 23302371
- WorldCat: E39PBJhdfg8Wvcywyc4CydhvHC

1. ↑  Gemeinsame Normdatei; geraadpleegd op: 18 december 2014.
2. ↑  http://www.washingtonpost.com/wp-dyn/content/article/2010/12/12/AR2010121202991.html.